# Carpe diem
 For alternative betydninger, se Carpe diem (flertydig). (Se også artikler, som begynder med Carpe diem)
Udtrykket "Carpe diem" stammer fra den romerske digter Horats og betyder: "Grib dagen" eller: Lev livet i dag uden at tænke over morgendagens bekymringer. Udtrykket hedder i hele sin længde: Carpe diem quam minimum credula postero: Grib nuet – og hav minimal tillid til fremtiden.

## Anvendelser af "Carpe diem" i kunsten
- Udtrykket bruges i filmen/bogen Døde poeters klub af den idérige lærer John Keating, der underviser i denne livsfilosofi.
- Udtrykket bruges også af Metallica i sangen "Carpe Diem Baby" på albummet Reload.
- Udtrykket bruges i TV-serien Breaking Bad sæson 4, episode 8.
- Pretty Maids bruger udtrykket i sangen "Carpe Diem" fra albummet af samme navn.
- Rapperen Thorbjørn Bech-Rossen – Ham Den Lange – har udgivet en cd Carpe Diem My Ass. Han har en tatovering på højre underarm med samme tekst.
- Udtrykket optræder i filmen Mit hus i Umbrien med Maggie Smith.[1]
- Trommeslageren Mike Portnoy, tidligere medlem af bandet Dream Theater, har tatoveret "Carpe Diem" på venstre underarm.
- Gnags bruger udtrykket i sangen "Siden 66" fra bokssættet af samme navn.